# لاين بيرد
لاين بيرد (4 مارس 1971 بكندا - ) هو مدرب كرة قدم ولاعب كرة قدم كندي في مركز الدفاع. شارك مع منتخب كندا تحت 23 سنة لكرة القدم ومنتخب كندا تحت 23 سنة لكرة القدم ومنتخب كندا لكرة القدم. أما مع النوادي، فقد لعب مع Victoria Riptides ‏ وOttawa Intrepid ‏ وVictoria Vistas ‏.